# Massimo Bergami
Massimo Bergami (Bologna, 2 ottobre 1964) è un economista e dirigente d'azienda italiano, attualmente è Dean della Bologna Business School e Professore Ordinario di Organizzazione Aziendale nell'Università di Bologna. Fa parte del Board of Trustees dell'EFMD e dell'EFMD Accreditation Board.  È inoltre Consigliere non esecutivo di SNAM, di Ferrarelle sb, di United Ventures e della Fondazione MAST.
È inoltre Direttore dei Corporate Executive Master di Ferrari (Maranello) e Founding Chair dell'EMBA Consortium for Global Business Innovation.

## Biografia
Laureato in Economia presso l'Università di Bologna, ha conseguito il Dottorato di Ricerca in Direzione Aziendale presso la stessa università. Ha studiato e lavorato all'estero; dal 1993 al 1995 con Richard Bagozzi come Visiting Scholar presso la Ross School of Business della Università del Michigan, nel 1995 come Visiting Professor presso la Università della Florida e nuovamente in Michigan nel 1999. Ha frequentato l'ITP (International Teachers Program presso la Stern School of Business dell'Università di New York nel 2000. In Italia è stato professore a contratto presso l'Università Bocconi dal 1992 al 2000 e presso l'Università di Modena e Reggio Emilia dal 1998 al 2000.
Dal 2003 è Professore Ordinario di Organizzazione Aziendale presso il Dipartimento di Scienze Aziendali dell'Università di Bologna.
Nel 2000 ha contribuito alla nascita di Almacube (incubatore dell'Università di Bologna e, insieme a Maurizio Sobrero, sul modello della MIT $100K Entrepreneurship Competition, ha ideato e diretto Startcup, la business plan competition dell'Università di Bologna; successivamente Startcup si è diffusa nelle maggiori università italiane, dando vita al Premio Nazionale per l'Innovazione. Dal 2006 fa parte dell'Advisory Board della Fulbright Best.
Tra il 1999 e il 2000 ha contribuito alla nascita di Alma Graduate School (ora Bologna Business School di cui ricopre la carica di Dean e Consigliere Delegato).
Dal 2011 al 2014 ha collaborato con l'ANVUR (Agenzia Nazionale di Valutazione del Sistema Universitario e della Ricerca) come esperto della valutazione.
È stato Consigliere di Amministrazione indipendente di Telecom Italia Media, del Gruppo Ferretti, di Ducati Motor Holding, di Brunello Cucinelli spa, dell'Università della Tuscia e del fondo Previlabor, membro della Commissione Cinema del Ministero dei Beni Culturali e del Comitato Scientifico di Nomisma .
Dal 2011 al 2013 è stato Consigliere Economico del Ministro per gli Affari Regionali, il Turismo e lo Sport e ha coordinato il primo Piano Strategico per lo Sviluppo del Turismo in Italia. Precedentemente ha collaborato con il Governo Italiano come Consigliere del Ministro della Difesa Nino Andreatta dal 1996 al 1998 e nuovamente nel 2000, coordinando il Gruppo di Lavoro per il Libro Bianco sull'innovazione, mentre era Ministro dell'Industria Enrico Letta.
Dal 2016 al 2018 è stato componente del Comitato per il Capitale Naturale istituito presso il Ministero dell'Ambiente e della Tutela del territorio e del Mare.

## Altre attività
Massimo Bergami è stato attivo nel mondo cattolico a Reggio Emilia, negli anni Ottanta e inizio anni Novanta, presso la Parrocchia di Sant'Antonio da Padova e in varie associazioni di volontariato. Ha contribuito allo sviluppo del Coordinamento Giovani del Vicariato Urbano, con Don Eleuterio Agostini; tra le varie iniziative, gli esercizi spirituali per i giovani, presso il Palazzo dello Sport di Reggio Emilia, con predicatori quali il Cardinale Anastasio Ballestrero, Mons. Gilberto Baroni ed Enzo Bianchi. 
Animatore dei Comitati per l'Ulivo nel 1995, nel 2005 ha contribuito alla nascita della rivista GX ed è stato tra i fondatori della scuola di politica Ulibo. Nel 2005 ha contribuito a dar vita all'Associazione Vedrò.
È socio dell'Arel - Agenzia di ricerche e legislazione fondata da Nino Andreatta.

## Vita privata
È sposato con Ludovica Leone e padre di Giovanni Romano.

## Saggi
- Quarantalks, a cura di (con B.  Carfagna, A. Merli, A. Pezzi, A. Pontremoli), Bologna, il Mulino, 2020
- Enel. Da monopolista nazionale a leader globale, (con Pier Luigi Celli e Giuseppe Soda), Milano, Egea, 2011[13]
- La decisione di partecipare: studi organizzativi nell'esercito italiano, Bologna, il Mulino, 2003
- Dialogo sul team: note di organizzazione da un anno di basket, (con Ettore Messina); prefazione di Severino Salvemini; postfazione di Dan Peterson, Milano, Baldini & Castoldi, 2001
- L' identificazione con l'impresa: comportamenti individuali e processi organizzativi, Roma, Nuova Italia Scientifica, 1996

## Onorificenze
- Guest Professor presso la Nankai University (Tianjin, China)
- Guest Professor presso la Mirbis University (Mosca, Federazione Russa)